# Neufelden
Neufelden je městys v rakouské spolkové zemi Horní Rakousy, v okrese Rohrbach.

## Počet obyvatel
V roce 2012 zde žilo 1 278 obyvatel.